# José Rodrigues Coura
José Rodrigues Coura (Taperoá (PB), 15 de junho de 1927 – Rio de Janeiro, 3 de abril de 2021) foi um médico, pesquisador e professor, especialista na área de Infectologia, especificamente na subárea medicina tropical. Nasceu em 15 de junho de 1927, em Taperoá (PB). Em sua infância conviveu com o escritor Ariano Suassuna.
Graduou-se em medicina pela Universidade Federal do Rio de Janeiro (UFRJ) (1957). Concluiu especialização em clínica médica e doenças infecciosas e parasitárias pela Universidade de Londres (1964), livre docência e doutorado em doenças infecciosas e parasitárias pela UFRJ (1965) e pós-doutorado pelo NIH (1986).
Na Faculdade de Medicina da Universidade Federal do Rio de Janeiro foi professor emérito de 1964 a 1996, e criou o Programa de Pós-graduação em Doenças Infecciosas e Parasitárias em 1970, o primeiro curso da área médica credenciado pelo Conselho Federal de Educação e pioneiro na área médica a alcançar o conceito A pelo Sistema Capes/CNPq . 
Na Fundação Oswaldo Cruz foi muito tempo pesquisador emérito, e por duas vezes diretor do IOC (1979-1985 e 1997-2001), quando atuou ativamente para a captação de pesquisadores notáveis para os quadros institucionais . Foi editor da revista Memórias do Instituto Oswaldo Cruz e um dos criadores do atual Programa de Pós-graduação em Medicina Tropical .
Foi membro fundador da Sociedade Brasileira de Medicina Tropical, a qual presidiu de 1973 a 1975, e membro titular da Academia Brasileira de Ciências e da Academia Nacional de Medicina. Ganhou a insígnia de comendador (2002) e Grã Cruz do Mérito Científico da Presidência da República do Brasil (2008). Em 2014, recebeu a Comenda Sérgio Arouca do Conselho Federal de Medicina (CFM).
Entre 1961 a 2020, publicou 279 trabalhos científicos em revistas nacionais e internacionais, 57 capítulos em livros de sua especialidade e nove obras completas, dentre as quais “Dinâmica das Doenças Infeciosas e Parasitárias”, vencedor do Prêmio Jabuti em 2006.
Levantamentos realizados pela Universidade de Stanford  e pela Agência de Gestão da Informação Acadêmica da Universidade de São Paulo destacaram a presença de Coura entre os mais influentes cientistas do planeta. O estudo da doença de Chagas foi uma de suas contribuições mais importantes.
Uma grande homenagem institucional ao pesquisador ocorreu em comemoração aos seus 90 anos.
Morreu no Rio de Janeiro em 3 de abril de 2021.